# Parafia Matki Bożej Bolesnej w Mitchelton
Parafia Matki Bożej Bolesnej w Mitchelton – parafia rzymskokatolicka, należąca do archidiecezji Brisbane.
Przy parafii działa katolicka szkoła podstawowa Matki Bożej Bolesnej.